# Wilhelm von Tübingen
Wilhelm von Tübingen, Graf von Gießen († vor dem 28. September 1256) nannte sich meist Graf von Tübingen oder Graf von Gießen.

## Familie
Wilhelm von Tübingen war der jüngste Sohn des Pfalzgrafen Rudolf I. von Tübingen und der Mechthild von Gießen, Erbtochter von Graf Wilhelm von Gleiberg. Rudolfs I. Söhne, Pfalzgraf Rudolf († 1247) und Wilhelm, teilten den Hausbesitz. Über deren Söhne wurde ersterer zum Stammvater der Grafen von Horb und Herrenberg, letzterer zum Stammvater der Linien Böblingen und Asperg.
Er war verheiratet mit Willibirg († vor 1252), wohl einer Tochter des Grafen Hartmann I. von Württemberg, und hatte mit ihr folgende Kinder:
- Adelheid (um 1236)  ⚭ Kuno von Münzenberg
- Rudolf I. Graf von Böblingen († 1272)
- Ulrich I. Graf von Asperg und Gießen († 5. August 1283)
- Heilwig († nach 1294) ⚭ Ludwig von Isenburg-Büdingen († nach 1303)

## Leben und Wirken

### Ansprüche gegenüber Klöstern
Als sein Vater mit Bewilligung seiner Söhne 1206 eine Schenkung an das Kloster Hemmenrode machte, wurde Wilhelm unter den nach ihrem Alter aufgeführten Brüdern, zuletzt genannt. Wie sein Vater und Bruder kümmerte er sich nicht um die Rechte und Freiheiten, die das Kloster Marchthal vom Stifter erhalten hatte, sondern machte Ansprüche auf Schirmvogtei und Hoheitsrechte über die Besitzungen desselben geltend.
Es waren hauptsächlich die Güter des Klosters in der nächsten Umgebung von Tübingen, der Ammerhof und die dort liegenden Weinberge, dann andere zwischen dem Dorf Lustnau und der Stadt Tübingen gelegene, in deren Genuss sich Wilhelm und seine Söhne Rudolf und Ulrich mit dem Kloster teilten. Der Propst des Klosters verklagte deshalb den Grafen wiederholt beim Bischof von Konstanz, vor dem endlich Wilhelm in Mörsberg sein Unrecht bekannte und erklärte, dass ihm keine Hoheitsrechte und keine Schirmvogtei über den Hof Ammern und die daselbst liegenden Weinberge zukommen, und er dieselben, wenn je ihm solche zukämen, in die Hände des Propstes niederlege und darauf verzichte. Auf diese Erklärung und Zusage hin wurde Wilhelm der Ersatz für den dem Kloster zugefügten Schaden erlassen, jedoch mit der Bedingung, dass er seine gewalttätigen Hände nicht weiter gegen den Hof und die dortigen Weinberge ausstrecke, falls nicht müsse er volle Entschädigung geben.
Wilhelm hatte mit Bewilligung seiner Söhne, Rudolf und Ulrich, seine etwaigen Rechte, die Schirmvogtei, seine Ansprüche an das Kloster gegen 200 Mark Silber an das Bistum Konstanz verpfändet, dann aber völlig verkauft; diese Summe schoß aber das Kloster, das ihm noch überdies 20 Mark gab und den Schadenersatz nachließ.
Freundlicher war Graf Wilhelm gegen das Kloster Bebenhausen gesinnt. Demselben schenkte er, in feierlicher Verhandlung und unter Zustimmung seiner beiden Söhne und Töchter, zu Ehren der Maria, zum Seelenheil seiner bereits gestorbenen Gemahlin Wilpirgis und aller seiner Angehörigen die Kirche in Lustnau mit allem, was zu der Kastvogtei derselben gehörte. Am 24. März 1244 freite er, wie schon oben erwähnt, mit Gunst und auf Bitte seines Bruders, des Pfalzgrafen Rudolf, demselben Kloster seine Höfe in Geisenang und Zuffenhausen und alle anderen Güter, die dasselbe schon damals besaß und in Zukunft erwerben würde, und gestattete den dortigen Pflegern des Klosters, dass sie Vieh- und Feldhüter aufstellen, und ihr Vieh allein oder mit anderem weiden durfte. Die Urkunde wurde zu Asperg gegeben und mit seinem und seines Bruders Siegel versehen.
Gegen zwei andere in Schwaben gelegene Klöster erwies sich Graf Wilhelm gleichfalls als wohltätig:
- Zwei Ritter von Wurmlingen, Eberhard und Reinhard, Tübinger Ministerialen, legten 1252 einen dort liegenden Hof in die Hände des Grafen Wilhelm nieder, den er sofort, auf ihr Verlangen, als freies Eigentum dem Frauenkloster Kirchberg übergab.
- Albert und Volmar, Gebrüder von Waldeck, Ritter, verkauften Weinberge in Gemmrigheim an das Kloster Reichenbach. Graf Wilhelm, von dem sie dieselben zu Lehen hatten, verzichtete zu Gunsten des Klosters auf sein Eigentumsrecht, wogegen die genannten Ritter andere Weinberge aus ihrem Eigentum in Bönnigheim als Lehen ihm verschrieben.

### Wirken als Graf von Gießen
Als Besitzer der von seiner Mutter ererbten Grafschaft Gießen finden wir Wilhelm von Tübingen im Jahre 1229 bei der Schlichtung eines Streites zwischen dem Kloster Schiffenberg und der Gemeinde Steinbach. In älterer Fachliteratur wird auch   seine Streitschlichtung im Jahr 1235 zwischen der Gemeinde Leihgestern und dem Kloster Schiffenberg über Rechte des Klosterhofs in Leihgestern erwähnt:
Seine „cara consanguinea“, die Gräfin Clementia, hatte dem Kloster Schiffenberg einen Hof in Leihgestern geschenkt. Diese Schenkung gab später Veranlassung zu Misshelligkeiten zwischen Gemeinde Leihgestern und dem Kloster, welche Graf Wilhelm beilegte, die Schenkung seiner Verwandten bestätigte, und unter anderem bestimmte, dass das Kloster nach einem alten Recht jedes Jahr einen beliebigen Tag vor der Gemeinde Leihgestern ernten, und einen Feldhüter zu einer beliebigen Zeit aufstellen durfte.
Das vermeintlich aus dem Jahr 1235 stammende Dokument befindet sich heute im Stadtarchiv Gießen. Im Rahmen von Forschungsarbeiten stellte sich heraus, dass es sich bei diesem Dokument um eine Fälschung eines Augustiner-Chorherren des Klosters Schiffenberg aus der Zeit um das Jahr 1285 herum handelt.
Wilhelm selbst (er nennt sich in der Urkunde Graf von „Gizzen“) schenkte 1239 ein Hofgut in Obbornhofen, das neben anderen Gütern Gerlach von Budingen, und von diesem Micheling von Nordecken zu Lehen trug, mit Bewilligung dieser und unter dem Beirat des Macharius von Linden, Sigfrieds von Hattenrode, Alberts von Littenberg, Hugos von Hoheneck, Markwards von Erolsheim an das Kloster Schiffenberg. Endlich verlieh Graf Wilhelm nach einer unten bei seinem Sohne Ulrich zu erwähnen Urkunde einem zu dem Kloster Aldenburg gehörigen Hofe in Heuchelheim das Beholzungsrecht in dem Wisecker Walde.

### Königliche Hoflager
Wilhelm hat mit seinen Brüdern an mehreren königlichen Hoflagern teilgenommen. Im Jahr 1214, noch zu Lebzeiten des Vaters, mit seinem Bruder Hugo bei Kaiser Friedrich II. im Lager bei Jülich. Sonst kommt er immer bei dessen Sohne Heinrich (VII.) vor. Am 2. Juni 1222 in Worms, neben seinem Bruder Rudolf 1224 abermals in Worms, 1231 in Ulm und Hagenau, 1232 in Wimpfen, und 1233 an einem nicht genannten Ort. Nach Heinrichs Absetzung (1235) besuchte er den 2. Sohn Kaiser Friedrichs II., den jungen König Konrad, 1240 in Biberach, mit seinem Dienstmanne Eberhard von Aichheim und dessen Sohne. Graf Wilhelm stand also zu Zeiten König Heinrichs (VII.) auf derselben Partei, wie sein Bruder Rudolf; auf welche Seite er aber zur Zeit des Gegenkönigs Heinrich Raspe trat, gibt es keine Belege.

### Fehde
Weniger bekannt ist die Fehde Wilhelms einige Jahre vorher. Es ist nicht einmal überliefert mit wem. Diese Fehde wird gelegentlich in Urkunden erwähnt, die in Sachen des Klosters Marchthal zwischen Wilhelm und demselben ausgestellt wurden. Wilhelm sagt in einer dieser Urkunden, die am 11. August 1240 in Böblingen ausgestellt wurde, dass er, von seinen Feinden angegriffen, den Bischof Heinrich von Konstanz, dem es, wie es scheint, im Feldlager und im Panzer besser gefiel, als im Dom und Ornat, um Hilfe angegangen habe, dass dieser ihm mit einer bedeutenden Macht (300 Bewaffnete), die er in eigener Person ihm zuführte, und zu welcher der Abt von St. Gallen mit einem Haufen gestoßen war, zu Hilfe gekommen sei. Außer diesen waren auf der Seite des Grafen Wilhelm, Graf Friedrich von Zollern, Otto von Waldburg und ein Herr von Bernhausen. Auffallend erscheint es, dass von einer Teilnahme seines Hauses, seines Bruders gar keine Andeutung vorhanden ist. Wenn man zu den Streitkräften der Verbündeten die Wilhelms hinzurechnet, die auch bedeutend sein mussten, so war dies für jene Zeiten und für eine Fehde eine ansehnliche Streitmacht. Graf Wilhelm ging auch vollständig als Sieger aus dem Kampf hervor. Bestimmte Angaben über den Schauplatz desselben sind nicht vorhanden, indessen lassen einige Ausdrücke in den erwähnten Urkunden, die Anwesenheit des Bischofs, des Abtes von St. Gallen und des Grafen von Zollern im Lager bei Böblingen vermuten, dass es von Wilhelms Seite ein Defensivkampf war, dass er Angriffe auf seine Besitzungen zurückzuweisen hatte. Wer aber diese Angriffe machte, darüber lassen sich nur Vermutungen anstellen: ohne Zweifel war es ein schwäbisches Heer, aber aus welchen Hause ist unbekannt. Möglicherweise ein Calwer oder gar ein Glied seines eigenen Hauses. Ersteres erscheint als das wahrscheinlichste. Wie aus den Daten der angeführten Urkunden hervorgeht, zog sich die Fehde mehrere Jahre hin, wohl mit Unterbrechungen.
Nach einer Urkunde Wilhelms (aus Mack von 1252) und einer weiteren seines Sohnes von 1256 starb Wilhelm zwischen 1252 und 1256. Nach Aufzeichnungen in dem Seelbuch des Klosters Lichtenthal (in Baden) hat sich Graf Wilhelm einen Jahrestag in demselben erkauft, welchem Beispiele noch mehrere Glieder seines Hauses in dem nächsten Jahrhundert folgten.